# Guarnieri II di Lenzburg-Baden
Guarnieri II (o Guarnerio) di Lenzburg (in tedesco Werner II von Lenzburg; ... – 1159) è stato un condottiero svevo. Fu marchese di Ancona e duca di Spoleto dal 1136 al 1159.

## Biografia
Figlio del conte Guarnieri I e di Altrude, l'attribuzione alla famiglia Lenzburg non assicurato e neanche probabile, alla morte del padre avvenuta nel 1120, congiuntamente con il fratello Federico, subentrò al dominio del ducato di Spoleto e della marca di Ancona, e proseguì la stessa politica allineata al Sacro Romano Impero.
Nel 1136, con il fratello Federico, fu al seguito di Lotario II nella sua incoronazione a re di Germania e Italia. Dal 1139 divenne unico governatore dei suoi territori. Nel 1142 donò una parte del territorio della Marca ai monaci cistercensi e vi fu fondata l'abbazia di Fiastra.
A partire dal 1152, con l'elezione di Federico I Barbarossa a capo del Sacro Romano Impero, il marchese servì l'esercito imperiale e partecipò con questi all'assedio di Crema del 1159, ma nello stesso anno, cadde in battaglia nei pressi della cittadina lombarda. Con la sua morte, i Lenzburg-Baden persero il controllo del ducato di Spoleto.